# El Samah
El Samah, egentligen Elli Alibeik, är en popsångerska från Iran.
El Samah hade sina största framgångar i Tyskland. Hon toppade tyska listor med sin hitsingel "Habibi" släppt 2003 och dess tillhörande video. Låten finns bland annat med på Absolute Oriental och hennes första album som släpptes direkt efter singeln.
Hon håller på att växa in i den europeiska musikindustrin som nu söker sig mer till en mellanöstern-kulturell variant av västerländsk pop.